# Majoránna
A közönséges majoránna (Origanum majorana) (névváltozatai: majorána, majoranna, pecsenyevirág) az árvacsalánfélék családjába tartozó növényfaj.
Eredeti hazája a Földközi-tenger környéke, de ma már nagyüzemi módon és kiskertekben egyaránt termesztik.
A növény szárított, morzsolt levele és virágzata a fűszer. A jól kezelt majoránna szürkészöld, egyenletesen morzsolt, erősen aromás, kellemes illatú, kissé hűtő, kesernyés ízű. Illóolajat, keserű anyagot, csersavat tartalmaz.

## Megjelenése
Természetes előfordulási helyén évelő, hűvösebb éghajlaton a fagykár miatt egyéves növény. 30–50 cm magasra növő sűrűn elágazó hajtása van. Levelei tojásdadok és ép szélűek. Virágai tömött álörvökben állnak, virágzata álfüzér. Termése 4 makkocska.
További hozzá nagyon hasonlító növényfaj a vadmajoránna vagy szurokfű (Origanum vulgare) és a ciprusi szurokfű (Origanum onites) is.

## Felhasználása
Felhasználható levesek (főleg krumpli- és gombaleves), főzelékek (krumpli-, bab-), mártások, húsételek, köztük szárnyas és vadhúsok, továbbá húskészítmények (kolbász, hurka), valamint borok ízesítésére. Kacsa, bárány, birka, ürü, továbbá grillételek, májas és véres töltelékek elkészítésénél kedvező hatást mutat, ugyanis tompítja vagy elveszi a húsok mellékízét.

## Termesztése
Magról, illetve palántázással, májusban 30–40 cm sor- és 15–20 cm tőtávolságra ültetik. Évente 2-3 alkalommal a virágzáskor vágott növény leveleit lemorzsolják.